# Завод за принудно васпитање омладине
Завод за принудно васпитање омладине у Смедеревској Паланци је био логор за комунистички оријентисану омладину који је постојао од јула 1942. до септембра 1944. године. Логор је основан по идеји Димитрија Љотића, а у њега су слати омладинци за које је колаборационистичка управа сумњала да су комунистички оријентисани. Циљ је био њихова индоктринација која би одговарала Љотићевој визији национално исправне омладине. Управник логора био је збораш Милован Поповић, а управница женског дела је била његова супруга Драгојла Поповић. Управа Завода спроводила је терор над непослушним омладинцима, кажњавала их физичком тортуром и боравком у самици. Сви заточеници су били изложени изгладњивању, тешком физичком раду и лошим условима боравка, попут хладноће, лоших хигијенских и здравствених услова и пренатрпаности барака. Током две године постојања логора кроз њега прошло око 1.270 омладинаца са подручја читаве Србије.

## Оснивање
Министар просвете у Влади народног спаса Велибор Јонић је 29. децембра 1941. послао распис свим средњим школама на територији Територије војноуправног команданта Србије, у коме је наредио да се одмах изврши преглед и категоризација ученика према националној поузданости, са подацима да ли припадају комунистичком покрету.
Идеја о оснивању Завода потекла је од Димитрија Љотића. Званично је основан 15. јула 1942. одлуком Владе Милана Недића. На основу ње био је овлашћен министар просвете Велибор Јонић, да са министром унутрашњих послова Миланом Аћимовићем, изврши потребну организацију. Уредбом је предвиђено да се у Завод на шест месеци до две године без сагласности родитеља и старатеља могу упућивати средњошколци које су школске власти истерале из школе, студенти високих и виших школа, и ваншколска омладина од четрнаест до двадесет пет година оцењена као национално непоуздана. За локацију завода одабран је бивши логор у Смедеревској Паланци који је Влада Цветковић-Мачек основала за комунисте, а после Априлског рата у њему је немачки окупатор држао заробљене припаднике Југословенске војске и партизане. Логор је спадао под надлежност Министарства просвете, али је и Министарство унутрашњих послова имало право да га контролише.
Омладинци у логору су били приморани да пишу писмене саставе прожете зборашком идеологијом. Омладини у логору пропагандна предавања држали су истакнути збораши — Димитрије Љотић, Велибор Јонић, Стеван Иванић, Милосав Васиљевић, Симеон Керечки, Димитрије Најдановић, Ђоко Слијепчевић, Хрвоје Магазиновић и Ратко Парежанин.
Управник Милован Поповић је третман заточеника Завода за принудно васпитање омладине окарактерисао као „благ режим, али увек под знаком мача“.
1. фебруара 1943. донијет је Правилник о оцењивању питомаца и питомица Завода за принудно васпитање омладине. Тим правним актом су прописани: сталан надзор над питомцима Завода, непрекидно праћење њиховог владања, уписивање сваког случаја лошег држања, уредно вођење Књиге казни и увођење досијеа за сваког питомца. У завршном члану Правилника, наглашава се сљедеће: 
Питомци/це који ни после свих напора уложених у њихово спасавање и оздрављење не покажу добру вољу да постану достојни чланови Нове Србије, или покушају да својим држањем и владањем обману своје старешине и васпитаче, или чак продуже са разорним комунистичким деловањем, биће кажњени продужењем боравка у Заводу, или предложени за изгнање из свих школа или да се ставе у концентрациони логор.
4. септембра 1944, управник Милован Поповић депешом обавјештава министра просвете и вера у влади Милана Недића Велибора Јонића:
Част ми је известити Вас да сам у вези Вашег строго поверљивог акта бр. 16 од 30 августа 1944 године послао данас у српске оружане одреде по добровољној пријави и слободном избору 104 питомца и то: у Српски добровољачки корпус 53, у Српску државну стражу 26 и у одреде Драже Михаиловића 25.
Наредног дана, Поповић је надлежне извијестио: „У вези са слањем питомаца у националне оружане одреде, саопштавам да смо девет питомаца, који уживају глас тежих криваца, под пратњом страже упутили Управи града Београда ради интернирања.“
Управник Поповић напустио је Завод 10. септембра 1944. и придружио се четницима Драже Михаиловића. Формално, Завод за принудно васпитање омладине у Смедеревској Паланци престао је да постоји 3. октобра 1944. године.
Сергије Голубјев, исљедник IV антикомунистичког одсека Специјалне полиције Управе града Београда, свједочио је након рата о распуштању Завода за принудно васпитање омладине:
Знам да је логор у Смедеревској Паланци био распуштен 1944. године [...], те да је управник истог Поповић (Милован) са одредом страже која је чувала логор и са неколико васпитача побегао из логора и прикључио се штабу ДМ. Приликом неког напада он је погинуо, док је његова жена др Драгојла [управница женског дијела логора — прим.] успела да побегне у Немачку, где сам је лично видео у Бечу.